# Anders Milton
Anders Harald Milton, född 20 oktober 1947 i Junsele, är en svensk läkare, fackföreningsledare och ämbetsman.
Anders Milton åkte 1965 till USA som utbytesstudent i ett år med AFS Interkulturell Utbildning. Han blev filosofie kandidat vid Uppsala universitet 1975. Han arbetade som läkare vid Akademiska sjukhuset i Uppsala 1978–1981 och blev legitimerad läkare 1981. Milton var därefter 1982–1986 verksam vid farmakologiska institutionen i Uppsala och blev medicine doktor 1986, då han disputerade på avhandlingen Differentiation between luminal and peritubular interactions of various agents with renal tubular cells. Han arbetade som läkare Akademiska sjukhuset 1986–1990.
Milton var ordförande i Sveriges Yngre Läkares Förening 1980–1982 samt vice ordförande i Sveriges läkarförbund 1983–1988 och ordförande 1988–1991, och därefter Läkarförbundets vd 1991–2002. Han valdes 1985 in i styrelsen för Saco, blev 1:e vice ordförande 1989 och var Sacos ordförande 1993–2001. Milton var ordförande för World Medical Association 1995–2001.
Anders Milton var ordförande i Svenska röda korset 2002–2005. Han var regeringens nationella psykiatrisamordnare 2003–2006. Han var även ledamot i den katastrofkommission som regeringen tillsatte efter tsunamikatastrofen 2004.
Anders Milton är styrelseordförande för stiftelsen Europaskolan.
Anders Milton är son till Gösta Harald Milton från Kristinehamn och Vera Sigrid Augusta, född Södersten från Grängesberg. Genom modern är han kusin med Lars Ramqvist. Bo Södersten är hans morbror och hans morfar var Wiktor Södersten.